# جون بروير (مخرج)
جون بروير (بالإنجليزية: Jon Brewer)‏ هو منتج أفلام ومغني ومخرج بريطاني، ولد في 30 يناير 1950 في إيستبورن في المملكة المتحدة.

## وصلات خارجية
- جون بروير على موقع IMDb (الإنجليزية)
- جون بروير على موقع ألو سيني (الفرنسية)
- جون بروير على موقع ميوزك برينز (الإنجليزية)
- جون بروير على موقع أول موفي (الإنجليزية)
- جون بروير على موقع ديسكوغز (الإنجليزية)
- جون بروير على موقع قاعدة بيانات الفيلم (الإنجليزية)
- جون بروير على موقع كينوبويسك (الروسية)